# Ali Ewoldt
Ali Ewoldt (Chicago, 6 ottobre 1982) è un'attrice teatrale e soprano statunitense.

## Biografia
Nata a Chicago da madre filippina e padre caucasico, Ali Ewoldt si è laureata cum laude all'Università Yale. Ha fatto il suo debutto a Broadway nel 2006 nel primo revival di Les Misérables, in cui interpretava la giovane Cosette. Dopo quasi due anni nel cast di Les Misérables, la Ewoldt ha interpretato Maria in West Side Story a Pittsburgh (2008) e poi nella tournée mondiale del musical di Leonard Bernstein (2009). Successivamente ha interpretato ancora Maria anche in una tournée statunitense (2010) e poi a St. Louis (2013).
Nel 2015 tornò a Broadway in un revival di The King and I con Ken Watanabe e Kelli O'Hara e l'anno successivo tornò a reictare in un altro allestimento del musical in scena alla Lyric Opera di Chicago con Kate Baldwin. Sempre nel 2016 è tornata a recitare a Broadway nel musical The Phantom of the Opera nel ruolo della protagonista Christine Daaé, diventando così la prima attrice asiatica a cimentarsi nel ruolo negli Stati Uniti. Dopo due anni a Broadway con The Phantom of the Opera, la Ewoldt è tornata ad interpretare ruoli di rilievo in allestimenti di alto profilo di 1776 (St Louis, 2019), Guys and Dolls (Sacramento, 2019) e She Loves Me (Arlington, 2022).

## Filmografia parziale

### Televisione
- The Michael J. Fox Show - serie TV, 1 episodio (2013)